# Gustav Gellner
Gustav Gellner (8. prosince 1871 Mladá Boleslav – 8. ledna 1943 Terezín) byl český lékař židovského původu, epidemiolog a historik lékařství.

## Život a dílo
Narodil se do asimilované židovské rodiny Karla Gellnera a Gabriely, roz. Fischerové (sám Gustav Gellner roku 1902 přestoupil k římskokatolické církvi). Měl dva bratry a sestru, přičemž bratr František Gellner byl básníkem. Gustav absolvoval roku 1890 mladoboleslavské gymnázium, poté se zapsal na lékařskou fakultu UK, odkud přešel na lékařskou fakultu Vídeňské univerzity, kde roku 1897 získal titul doktora medicíny (MUDr.). Následně se stal vojenským lékařem a tuto praxi vykonával až do svého penzionování roku 1930.
Během první světové války zabránil vypuknutí epidemie cholery v pevnosti Josefov, za což získal Řád rakouského Červeného kříže. Velel také nemocnici v Přemyšlu, poté byl velitelem zdravotní kolony 55. pěší divize na italské frontě a konec války zažil na západní frontě. Během té doby získal rytířský Řád Františka Josefa s meči, Signum laudis a další vyznamenání. Poté Gustav Gellner vstoupil do vznikajícího československého vojska, sloužil postupně v Bohumíně, Šternberku a především v olomoucké vojenské nemocnici na Klášterním Hradisku, kde byl od roku 1927 velitelem.
Odborně se Gustav Gellner věnoval epidemiologii, nakažlivým onemocněním, mikrobiologii a sérologii. S J. Kabelíkem publikoval studii k sérologii na počátku tuberkulózy a za studii o profylaxi infekčních chorob získal cenu Vojenského ústavu vědeckého. Od roku 1925 začal také studovat historii na brněnské filozofické fakultě, kde roku 1931 získal titul doktora filosofie (PhDr.). To již jeden rok žil na odpočinku v Brně a věnoval se zejména historii lékařství. Publikoval spisy Nemoc Ladislava Pohrobka (1934) a Životopis lékaře Borbonia a výklad jeho deníků (1938), také dvě menší studie Jan Černý a jiní lékaři do konce doby Jagellonské (1935) a Zemský lékař na Moravě, Tomáš Jordán z Klausenburku (1936).
Po německé okupaci se přestěhoval do Prahy a pokračoval ve výzkumu, bádal v knihovnách a archivech, protože měl v úmyslu zpracovat zbývající materiál k tématu pobělohorského lékařství v českých zemích, resp. k výuce lékařství na olomoucké univerzitě. Ovšem dne 21. září 1942 byl zatčen gestapem a v listopadu odvezen do Malé pevnosti Terezín, kde začátkem následujícího roku na následky věznění zemřel. Jeho manželka Marie (roz. Löwyová, svatba roku 1901) spolu s dcerou Alžbětou zahynuly později v Osvětimi. Syn Jan včas emigroval a ve druhé světové válce bojoval v 311. československé peruti RAF, později za RCAF. Roku 1947 udělila Filozofická fakulta Masarykovy univerzity Gustavu Gellnerovi venia docendi pro dějiny lékařství in memoriam.